# Posso Ser (EP)
Posso Ser é o segundo  extended play EP da cantora e compositora brasileira Lexa, lançado no dia 3 de março de 2015 pela K2L. Posteriormente ganhando uma versão Premium já com contrato com a gravadora Som Livre.

## Lista de Faixas
| Edição padrão  |                 |                                   |         |  |
| N.º            | Título          | Compositor(es)                    | Duração |  |
| 1.             | "Posso Ser"     | Batutinha                         | 2:37    |  |
| 2.             | "Disponível"    | Batutinha, Lexa                   | 3:43    |  |
| 3.             | "Bem Resolvida" | Jefferson Junior, Umberto Tavares | 3:24    |  |
| 4.             | "Para de Marra" | Batutinha, Lexa                   | 3:06    |  |
| Duração total: | Duração total:  | Duração total:                    | 12:50   |  |

| Edição premium |                        |                                   |         |  |
| N.º            | Título                 | Compositor(es)                    | Duração |  |
| 5.             | "Deleta" (Faixa Bônus) | Jefferson Junior, Umberto Tavares | 3:00    |  |
| Duração total: | Duração total:         | Duração total:                    | 15:50   |  |

## Histórico de lançamento
| Região | Data                | Sobre          | Formato(s)       |
| ------ | ------------------- | -------------- | ---------------- |
| Brasil | 3 de março de 2015  | Edição Padrão  | Download digital |
| Brasil | 13 de abril de 2015 | Edição Premium | Download digital |